# Vallensbæk Nordmark
 "Nordmarken" omdirigeres hertil. For området ved Læsø, se Nordmarken (Læsø).
Vallensbæk Nordmark er et villa- og rækkehuskvarter beliggende nær Albertslund Station, men beliggende i Vallensbæk Kommune. Kvarteret er, som navnet antyder, anlagt på de nordlige af Vallensbæk Landsbys jorder, nord for Holbækmotorvejen.
|  | Denne artikel om lokaliteten Vallensbæk Nordmark kan blive bedre, hvis der indsættes et (bedre) billede. Du kan hjælpe ved at afsøge Wikimedia Commons for et passende billede eller lægge et op på Wikimedia Commons med en af de tilladte licenser og indsætte det i artiklen. |

55°39′6.06″N 12°21′28.75″Ø / 55.6516833°N 12.3579861°Ø